# 張國經
张国经（？—？），字九一，號印梁，福建漳州府漳浦县军籍。明朝政治人物。

## 生平
萬曆三十七年（1609年）己酉科福建鄉試舉人，天啓二年（1622年）壬戌科進士。刑部观政，本年授江西广信府兴安县知县，四年调分宜知县，本省同考。崇祯三年升南吏部文选司主事，四年升稽勋司郎中，六年任广东按察司副使，兵备罗定道。时流寇入境，土贼窃发。国经以峻法惧之，闻风屏息。重文教以育胶庠，旌节妇以维风化。治事有方，重文学，工诗书，主修《罗定州志》凡十卷，八年书成，今佚。八年迁分守海北道参政，士民为之建祠。崇祯九年（163年），海北道参政张国经与廉州知府郑抱素纂修《廉州府志》十四卷。十二年调广西苍梧道，十三年考察，降四川佥事，十六年考察。享年九十四。著有《南都草》、《岭表吟》。

## 轶事
戴国章、陈国器、张国经三人为同乡，中同科进士。三人均有残疾，戴国章驼背，人称“鞠躬朝天子”；陈国器跛一足，人称“一足跳龙门”；张国经眇一目，人称“独眼观天象”。三人并称“三国奇杰”。